# مسجد نور المدينة
مسجد نور المدينة مسجد في بلاكبول، لانكشر، إنجلترا.

## المسجد
يتكون المسجد من بنايتين سعة كل واحدة 200 مصلٍ؛ وثلاث بنايات تحت التطوير. يتكون المسجد حاليا من قاعة صلاة رئيسية، قاعة صلاة يومية، غرفة صلاة للنساء، مركز متعدد الثقافات، وقاعة دروس القرآن.[بحاجة لمصدر]

## أحداث
يقام في المسجد سنويا احتفال بعيد ميلاد النبي محمد ﷺ. هذا الحدث، يحتفل بكافة أنحاء العالم، يسمي مولد النبي.[بحاجة لمصدر]

## مركز نور المدينة متعدد الثقافات
تقام في المسجد العديد من الدروس والمحاضرات الدينية والجلسات التربوية، وبلغات متعددة، كالعربية والإنجليزية والبولندية والأردوية، وتعطى هذه الدروس للمسلمين وغير المسلمين.[بحاجة لمصدر]

## وصلات خارجية
- الموقع الإلكتروني للمسجد نسخة محفوظة 7 أكتوبر 2016 على موقع واي باك مشين.